# Parque de Los Sentidos
El parque de los Sentidos (en euskera: Zentzumenen parkea), popularmente llamado Los Sentidos, es un jardín botánico y parque público situado en la localidad de Noáin, perteneciente al valle navarro de Elorz. Es considerado uno de los destinos turísticos del pueblo junto al acueducto de Noáin. Contiene cinco zonas que hacen referencia al nombre "de los Sentidos"; zona del olfato, oído, tacto, gusto y de la vista. Para la unión de las cinco zonas nombradas, hay situado un estanque en el centro del parque que actúa como enlace para pasar de una zona a otra. Por último, a pocos metros del estanque, un mirador que contiene una cascada de agua, desde donde se puede apreciar todo el parque.
Fue construido en 2006. Años atrás, el pueblo de Noáin era un pueblo con escasa urbanización, que ha evolucionado mucho, consiguiendo que su aspecto haya muestre una organización urbanística propia del siglo XXI. Esta evolución en la urbanización del pueblo, dio la idea al entonces Ayuntamiento de Noáin de crear un parque con la intención de ofrecer un jardín de calidad para los habitantes Noaindarras así como un área de ocio y entretenimiento para el bienestar de sus visitantes.
Los métodos de jardinería que se aplican en este parque así como en todo el pueblo, son al 100%  de técnicas ecológicas.

## Origen

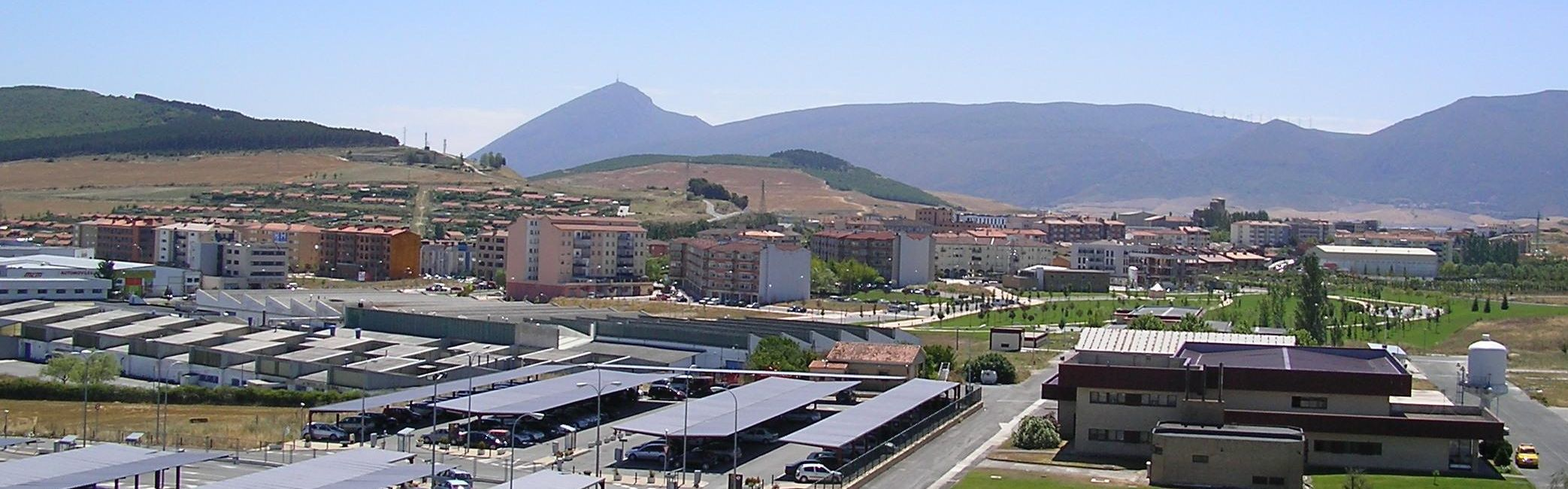
Vista de Noáin desde la torre de control del Aeropuerto

La evolución urbanística del pueblo promovió la idea del entonces Ayuntamiento de Noáin (Valle de Elorz) de diseñar un parque, de crear un jardín botánico para sus vecinos y visitantes.
La elaboración de esta llegó al punto de que la idea del parque no fuese un jardín botánico convencional, sino un parque basado en la idea de los 5 sentidos del ser humano. Así, se estructura dividiendo la superficie del parque en cinco diferentes zonas, una referida a cada sentido. 
Al final la idea se convierte en realidad en 2006 cuando se inaugura el llamado Parque de los Sentidos. Un parque donde la imaginación se estimula mediante diferentes gustos, colores, sonidos y texturas, todo con el fin de trabajar los diferentes sentidos de los visitantes del parque.

## Estructura
El parque de los Sentidos abarca 25 000 m² de puro jardín botánico compuesto por 5 espacios referidos a los 5 sentidos:

### Zonas

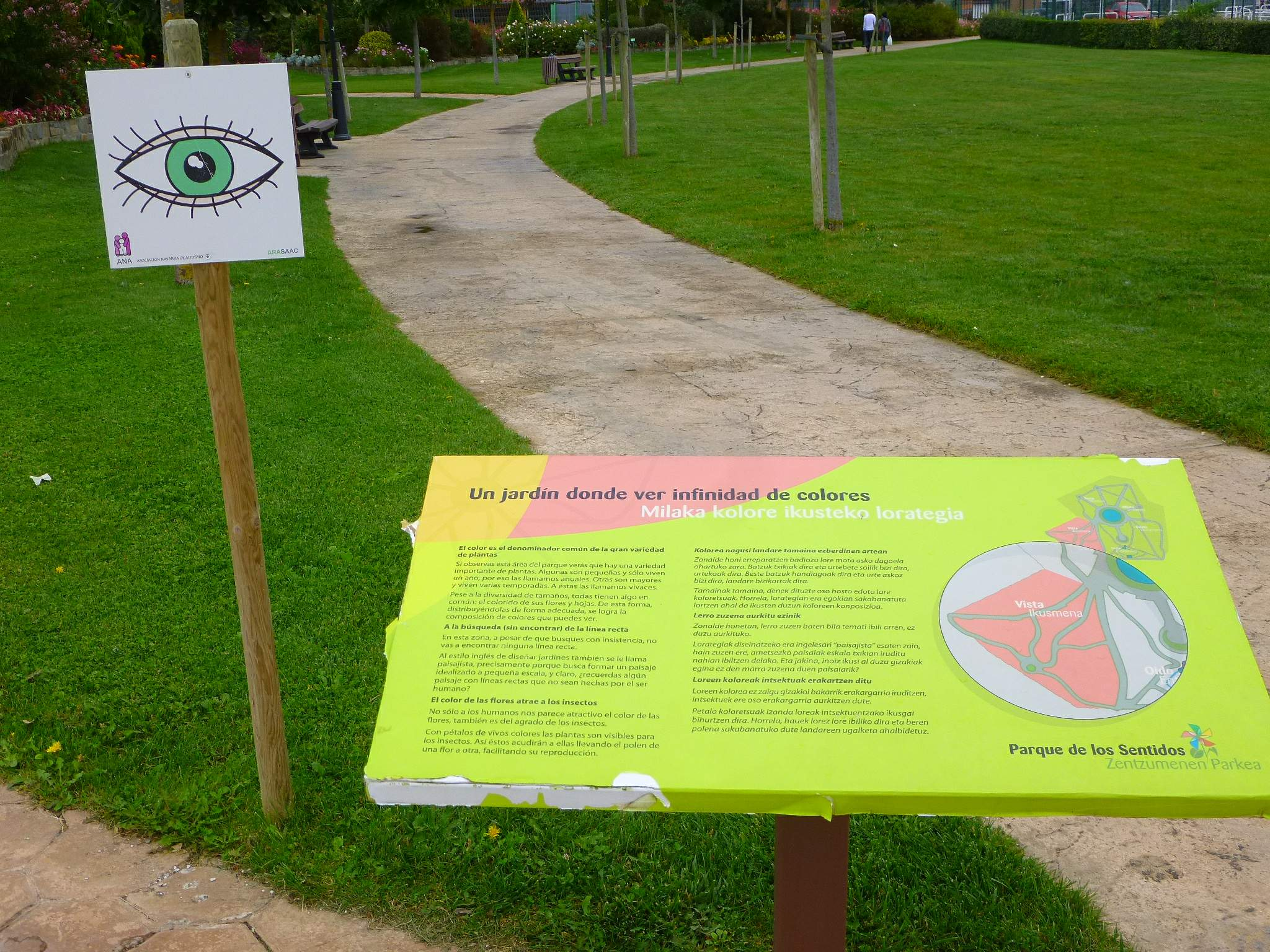
Cartel de la zona de la "vista"

#### Jardín Inglés(VISTA)
En esta zona se pueden encontrar diferentes tipos de arbustos y plantas de flor, bien vivaces o bien de temporada.
También cuenta con una rosaleda amplia donde el objetivo es que el color sea el protagonista.

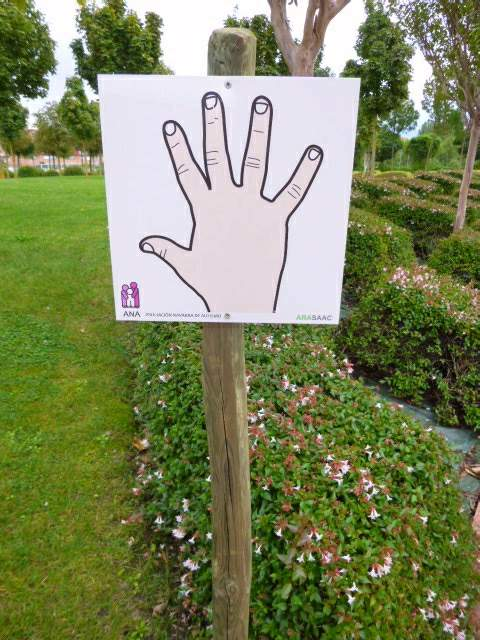
Cartel de la zona del "tacto"

#### Jardín Francés(TACTO)
En esta zona las protagonistas son diferentes praderas o zonas que se intercalan, diferentes árboles y setos cuyo objetivo es que el visitante compare diferentes tactos y texturas de cada planta.

#### Jardín Mediterráneo(OLFATO)

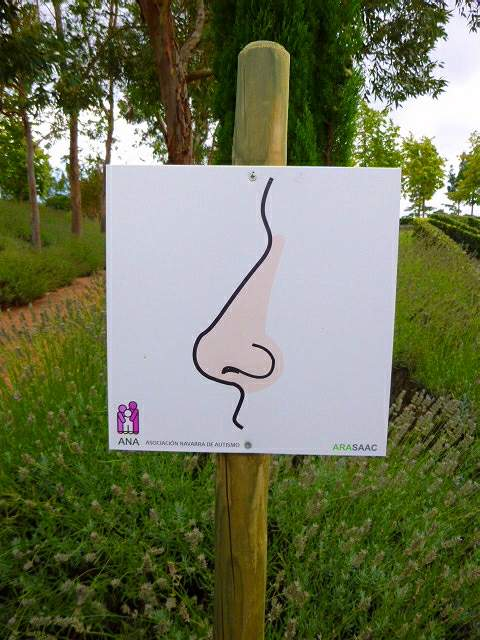
Cartel de la zona del "olfato"

En esta zona las protagonistas son 20 diferentes plantas aromáticas. El objetivo, disfrutar con la cantidad de olores diferentes que aportan y aprender cada aroma.

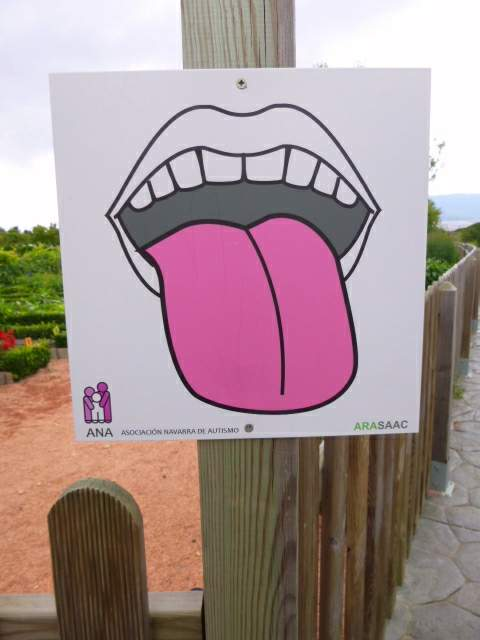
Cartel de la zona del "gusto"

#### Jardín comestible (GUSTO)
En esta zona los componentes son variedades de árboles frutales; una amplia huerta que además cuenta con diferentes arbustos pequeños de fruto, cuyo objetivo es mostrar al visitante que es posible cultivar de manera ecológica y sostenible. 
Los diferentes frutos y las hortalizas solo se pueden adquirir después de su recolección por el propio visitante. Así, durante su estancia en el parque, el visitante puede saborear los pequeños frutos que se encuentran allí (moras, grosellas, madroños...)

#### Jardín Japonés(OÍDO)

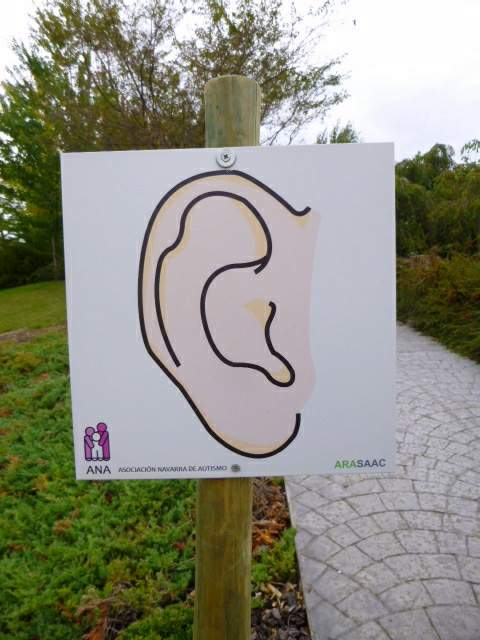
Cartel de la zona del "oído"

Por último, en esta zona el protagonismo se lo llevan el agua y los diferentes árboles y arbustos que tienen el objetivo de ofrecer relajación al visitante con el disfrute del sonido que presencia en la zona, bien con los diferentes saltos de agua como el sonido que produce el viento entre las ramas de los árboles.

### Estanque central
El estanque está situado como su nombre indica en el centro del parque. Su función es juntar las 5 zonas diferentes y enlazarlas para poder ir de una a otra. La unión que hace tiene como objetivo la comodidad del visitante, así como disfrutar de la fuente central.

### Mirador

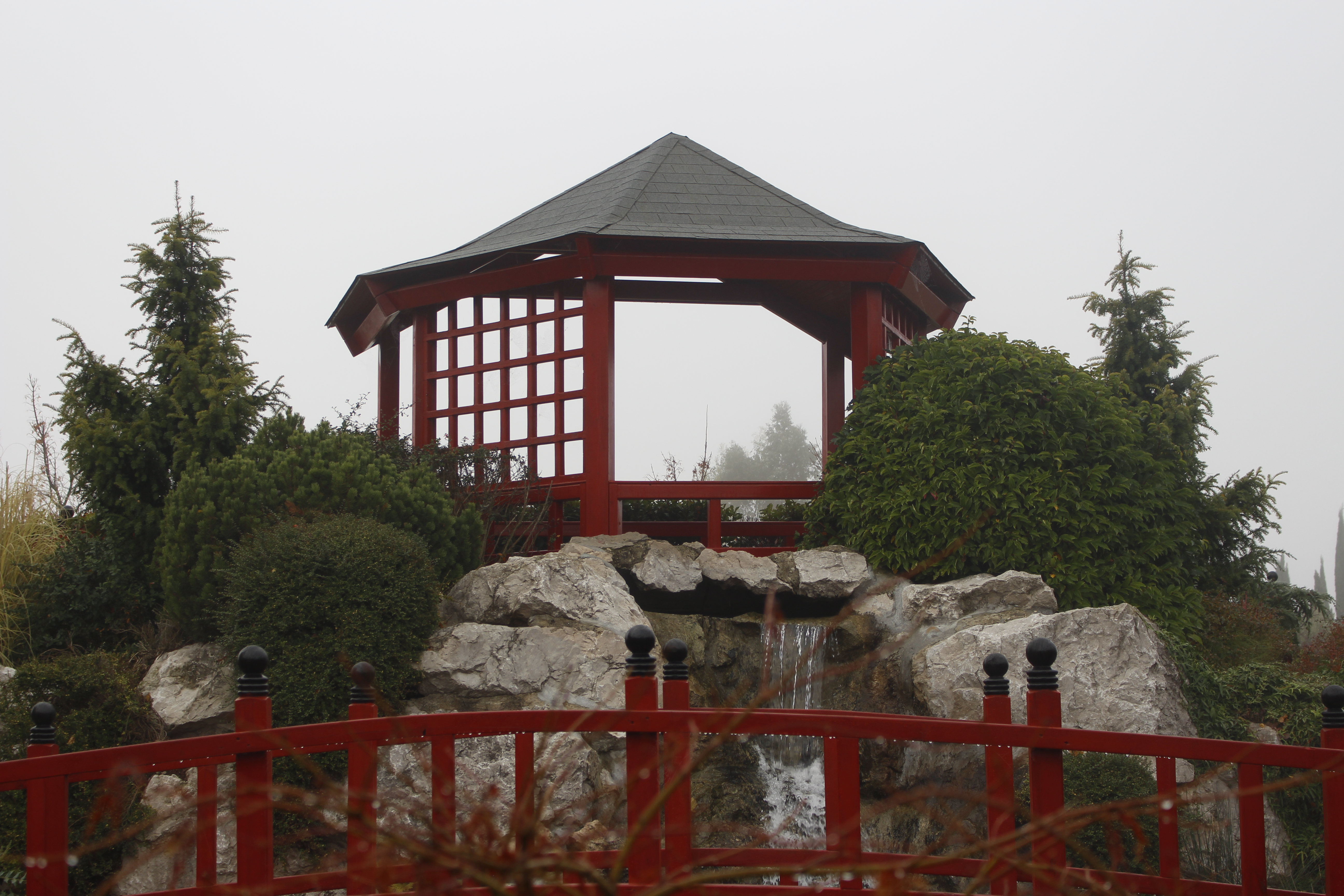
Mirador del parque de los sentidos- Visión trasera

El mirador, situado a pocos metros del estanque está más próximo a la zona del Oído. Desde aquí se puede contemplar todo el parque y apreciar sus diferentes zonas. 
Además se puede decir que forma parte de la zona del oído pues desde aquí nace la cascada con la que se disfruta en la zona.